# Helodiomyces
Helodiomyces är ett släkte av svampar. Helodiomyces ingår i familjen Ceratomycetaceae, ordningen Laboulbeniales, klassen Laboulbeniomycetes, divisionen sporsäcksvampar och riket svampar.
|              | Ceratomyces                            |
|              |                                        |
|              | Phurmomyces                            |
|              |                                        |
|              | Rhynchophoromyces                      |
|              |                                        |
|              | Thaumasiomyces                         |
|              |                                        |
|              | Eusynaptomyces                         |
|              |                                        |
|              | Drepanomyces                           |
|              |                                        |
|              | Plectomyces                            |
|              |                                        |
| Helodiomyces | \| \| Helodiomyces elegans \| \| \| \| |
|              | \| \| Helodiomyces elegans \| \| \| \| |
|              | Synaptomyces                           |
|              |                                        |
|              | Thripomyces                            |
|              |                                        |
|              | Autoicomyces                           |
|              |                                        |
|              | Helodiomyces elegans                   |
|              |                                        |

|  | Helodiomyces elegans |
|  |                      |